# طابع قرد الذهب
طابع قرد الذهب أو قرد غينغشين هو طابع بريد أصدر في الصين عام 1980 حيث طبع منهُ 5 ملايين نسخة. وعلى الرغم من عدم ندرتها، فإن الطابع أصبح رمزًا للسوق القوي لطوابع البريد القابلة للجمع في آسيا. وقد جعل الطلب على الطابع واحدة من أكثر الطوابع الصينية المعاصرة طلبًا.
كان تصميم الطابع من قبل هوانغ يونغيو وشاو بولين وطبع عن طريق الطباعة بالحفر الضوئي. يحتوي الطابع على ثقوب بمعدل 11.5.

## طوابع عيد رأس السنة الصينية
صورة الطابع هي من ضمن سلسلة الطوابع الشهيرة للأبراج الصينية للعام الجديد، وأحدثها هو طابع عام 2011 الذي يرمز إلى عام الأرنب والذي نفد في مكاتب البريد في الصين خلال ساعات قليلة. في الثقافة الصينية، يُعتبر الرقم 8 واللون الأحمر من علامات الحظ.

## هواية الطوابع
على الرغم من أن الطابع كان شائعًا في البداية، فقد بيعت ورقة كاملة مكونة من 80 طابعًا مقابل 1.2 مليون يوان (180,000 دولار أمريكي أو 117,200 جنيه إسترليني) في عام 2011، مع بيع طابع واحد مقابل 10,000 يوان (1,500 دولار أمريكي)، وهو ما يعادل 125,000 مرة أكثر من سعره الأصلي البالغ 8 فنع. كان للطابع قيمة في الفهرس تقدر بـ 10 دولارات أمريكية غير مستخدمة و5 دولارات أمريكية مستخدمة في عام 1988. في أغسطس 2011، بيعت ورقة كاملة مقابل 1.44 مليون دولار هونغ كونغ (117,300 جنيه إسترليني) في بيع زوريخ آسيا في هونغ كونغ، وتم بيع ورقة أخرى مقابل 1,495,000 دولار هونغ كونغ (122,700 جنيه إسترليني) في بيع إنترآسيا في سبتمبر 2011.

## التزوير والتزييف
أصبح الطابع ذا قيمة عالية لدرجة أنه جرى تزويرهُ عدة مرات.
كانت الغالبية العظمى من الطوابع باهظة الثمن قد صدرت منذ فترة طويلة، ومنذ تاريخ إصدارها تغيّرت تركيبة الورق والأحبار، لذا فإن تحديد التزوير لهذه الطوابع أمر بسيط إلى حد ما. لكن الوضع مع طابع "القرد الذهبي" أكثر تعقيدًا، حيث أن الورق والأحبار التي استعملت في طباعتها لا تزال متاحة؛ وحتى المتخصصون أحيانًا يجدون صعوبة في تحديد وكشف التزوير. ومع ذلك، فإن وجود التزوير لا يمنع ارتفاع أسعار طابع "القرد الذهبي."